# Collapsible Lung
Collapsible Lung è l'ottavo album in studio del gruppo musicale pop rock statunitense Relient K, pubblicato nel 2013.

## Tracce
1. Don't Blink – 3:02
2. Boomerang – 2:47
3. Lost Boy – 3:10 (Mat Musto)
4. If I Could Take You Home – 3:32
5. Can't Complain – 3:14
6. Gloria – 2:58
7. PTL – 3:24
8. Disaster – 2:58
9. When You Were My Baby – 2:44
10. Sweeter (featuring Caleb Owens) – 4:27
11. Collapsible Lung – 3:21

## Formazione
- Matt Thiessen – voce, chitarra, piano, sintetizzatore, tastiere
- Matt Hoopes – chitarra, cori
- John Warne – basso, cori
- Jon Schneck – chitarra, cori, banjo, campane, omnichord
- Ethan Luck – batteria, cori